# Argyrodes kulczynskii
Argyrodes kulczynskii är en spindelart som först beskrevs av Roewer 1942.  Argyrodes kulczynskii ingår i släktet Argyrodes och familjen klotspindlar. Inga underarter finns listade i Catalogue of Life.